# Haut-commissaire à la réforme des retraites
Le Haut-commissaire à la réforme des retraites organise et supervise une consultation citoyenne autour de ce thème, pour une matérialisation en un projet de loi pour courant 2019. Il devient un portefeuille ministériel le 3 septembre 2019 sous le nom de Haut-commissaire aux Retraites.
Le poste est confié à Jean-Paul Delevoye.
Le 3 septembre 2019, près de deux ans après avoir été créé, le haut-commissaire à la réforme des retraites devient le haut-commissaire aux Retraites, délégué auprès d'Agnès Buzyn, ministre des Solidarités et de la Santé. Jean-Paul Delevoye devient membre du gouvernement et participe ainsi au conseil des ministres. Il est aussi le doyen du gouvernement Philippe.

## Liste
|  | Jean-Paul Delevoye | Haut-commissaire à la réforme des retraites |  | LREM | 14 septembre 2017 | 16 décembre 2019 | gouvernement Philippe II |